# James Ormsbee Chapin
Pour les articles homonymes, voir Chapin.
James Ormsbee Chapin, né le 9 juillet 1887 et mort le 12 juillet 1975, et un peintre américain et un illustrateur. Il est le père du musicien de jazz Jim Chapin (en) et grand-père du chanteur folk Harry Chapin.

## Biographie
James Ormsbee Chapin est né à West Orange, New Jersey de James A. Chapin et de Delia I Rysler. Il a étudié à Cooper Union, l'Art students League de New York, et à l'étranger à l'Académie Royale d'Anvers, en Belgique. Au début de sa carrière, il a gagné leTemple Gold Medal de la Pennsylvania Academy pour ses portraits de la famille Marvin.
Il a réalisé de nombreux portraits de personnalités reconnues, au moins cinq de ses portraits ont été commandées par TIME en tant que couverture. Ses œuvres ont été acquises par de nombreux collectionneurs privés et pour les collections permanentes de nombreuses institutions telles que L'Académie des Arts de Pennsylvanie (où il a enseigné l'art du portrait), The Phillips Collection, L'Art Institute de Chicago, Le Musée de Newark, Amherst College, Musée des arts de Dallas, au Texas; Le Asheville Art Museum, Le Corroyeur Galerie d'Art, Les Cinq Collège Musées, Collections, Les Harvard Art museums, et Le Musée d'Art d'Indianapolis. Il a eu un impact significatif sur les débuts de l'histoire du Régionalistes Thomas Hart Benton, John Steuart Curry, et de Grant Wood avec ses séries de portraits des années 1920 de la famille Marvin.
Alors qu'il enseignait en Californie à la fin des années 1930, il a rencontré Marie Fischer; ils se sont mariés peu de temps après.
En grande partie en raison de son opposition à la politique étrangère américaine en Asie du Sud-Est, il a déménagé au Canada en 1969, et est décédé à Toronto en 1975.
Le James Ormsbee Chapin Papers, qui contient la correspondance, des croquis, des articles, des reproductions et des épreuves, ont été donnés au Delaware Art Museum en 1994.